# 馬場義興
馬場 義興（ばば よしおき、1875年〈明治8年〉2月10日 - 1943年〈昭和18年〉1月9日）は、日本の実業家・政治家。衆議院議員（1期）。

## 経歴
奈良県式下郡、のちの磯城郡三宅村（現三宅町）出身。上海日清貿易研究所で学ぶ。長年中国で貿易と紡績、製油の事業に従事する。(名)半田棉行員、日本棉花(株)上海支店長、同社取締役、同監査役、東華紡績(株)取締役、馬場(名)代表社員、台湾肥料、馬場温泉(株)監査役、奈良安全索道(株)代表取締役となる。
1920年（大正9年）第14回衆議院議員総選挙において奈良3区から立憲国民党公認で立候補したが落選。1924年（大正13年）第15回衆議院議員総選挙で革新倶楽部公認で立候補して当選。1928年（昭和3年）第16回衆議院議員総選挙において奈良県全県区から革新党公認で立候補したが落選した。1943年死去。